# Ignaz Verdross von Drossberg
Ignaz Verdross von Drossberg (německy Ignaz Verdroß Edler von Droßsberg) (16. prosince 1851 Mals – 16. června 1931 Innsbruck) byl rakousko-uherský
generál. V c. k. armádě sloužil od roku 1875 a jako důstojník strávil řadu let u různých jednotek horských myslivců v Tyrolsku. V roce 1913 byl penzionován v hodnosti polního podmaršála, na začátku první světové války byl ale znovu povolán do aktivní služby. Jako divizní velitel bojoval na italské frontě. V severní Itálii byl nakonec povolán na pozici velitele 14. armádního sboru a v roce 1918 dosáhl hodnosti generála pěchoty. Po konečné porážce u Vittorio Veneta padl s celým sborem do zajetí, v armádě byl poté penzionován a dožil v soukromí v Innsbrucku.

## Životopis

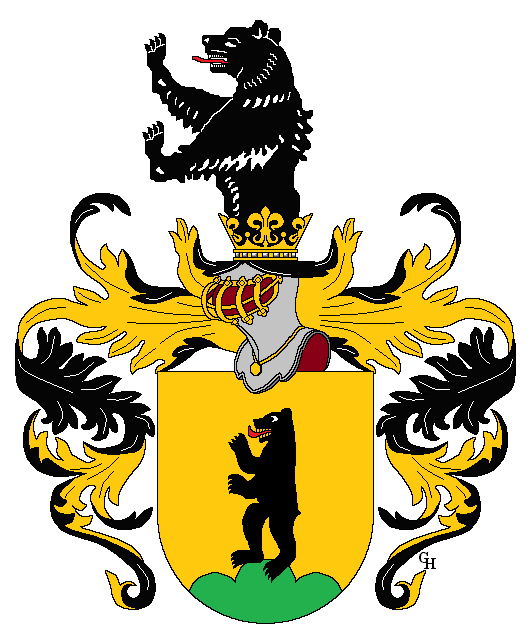
Erb Ignaze Verdrosse při povýšení do šlechtického stavu (1911)

Byl synem c. k. hejtmana Josefa Verdrosse (1810–1877). Středoškolské vzdělání absolvoval na gymnáziu v Innsbrucku, kde následně studoval na vojenské škole (1873–1875). Do armády vstoupil jako poručík k 1. pluku horských myslivců (označovaných též jako tyrolští císařští myslivci), s nímž vystřídal službu v Innsbrucku, Brixenu, Bolzanu nebo Tridentu. Mezitím postupoval v hodnostech (nadporučík 1880, kapitán 1888). V roce 1896 byl povýšen na majora a další dva roky strávil u 3. pluku tyrolských myslivců v Tridentu. Následně byl přeložen k 2. pluku myslivců do Vídně a poté do Brixenu a v roce 1903 byl povýšen na podplukovníka, u svého pluku byl následně velitelem praporu. V roce 1906 dosáhl hodnosti plukovníka a v letech 1908–1911 byl velitelem 3. pluku tyrolských myslivců se štábem v Roveretu.

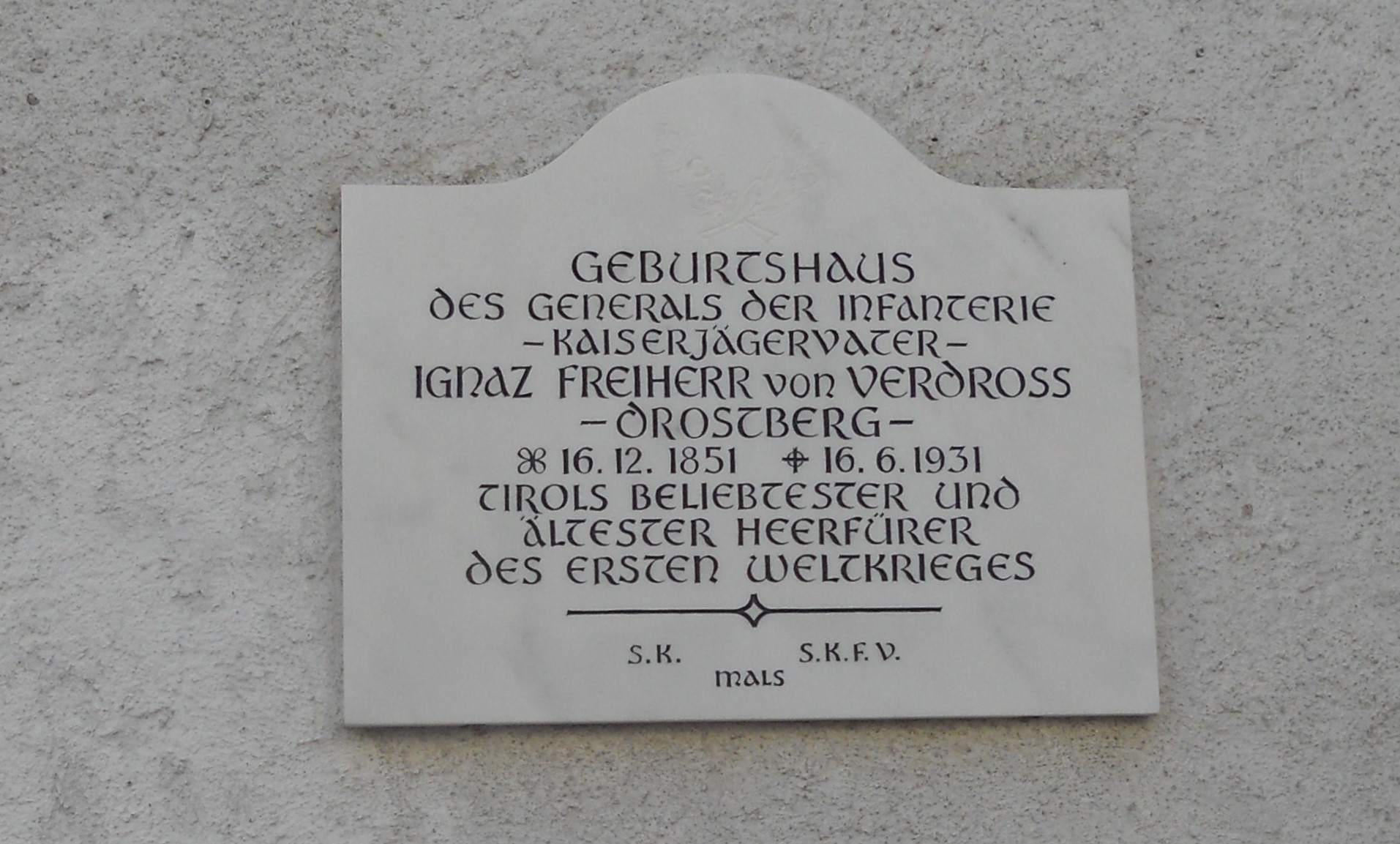
Pamětní deska na Verdrossově rodném domě v Malsu

V roce 1911 byl povýšen do hodnosti generálmajora a převzal velení 14. horské brigády v Kotoru. K datu 1. února 1913 odešel do penze, ale na začátku první světové války byl znovu povolán do aktivní služby. Byl přidělen k zemskému velitelství v Tyrolsku a k datu 1. listopadu 1914 byl povýšen do hodnosti polního podmaršála. Na jaře 1915 převzal velení 180. pěší brigády na italské frontě a následně byl v letech 1916–1918 velitelem 8. pěší divize, s níž se zúčastnil bojů na Soči. V únoru 1918 se stal velitelem 14. armádního sboru a k datu 15. května 1918 dosáhl hodnosti generála pěchoty. Na italské frontě setrval až do závěrečné fáze války, po bitvě u Vittorio Veneta padl do zajetí. K datu 1. prosince 1918 byl v armádě penzionován. Poté žil v soukromí v Innsbrucku, kde také zemřel.
Jeho syn Alfred Verdross (1890–1980) byl významným rakouským právníkem, v meziválečném období byl profesorem na univerzitě ve Vídni, po druhé světové válce se uplatnil v mezinárodní justici, byl dlouholetým členem Stálého rozhodčího soudu v Haagu a Evropského soudu pro lidská práva ve Štrasburku.

## Tituly a ocenění
V roce 1911 byl povýšen do šlechtického stavu s predikátem Edler von Drossberg. V době pokusů excísaře Karla I. o obnovení monarchie v Maďarsku získal v roce 1921 titul svobodného pána. Protože se ale Karel I. již v závěru první světové války vzdal všech panovnických pravomocí, tento titul neměl žádnou váhu. Získal čestné občanství ve svém rodišti v Malsu, kde je po něm také pojmenována ulice Verdross Straße. Jeho jméno nese také Verdroßplatz v Innsbrucku, kde strávil poslední léta života. Během vojenské služby získal řadu vyznamenání.
- Bronzová vojenská záslužná medaile (1896)
- Služební odznak pro důstojníky III. třídy (1896)
- Jubilejní pamětní medaile (1898)
- Vojenský záslužný kříž III. třídy (1904)
- Vojenský jubilejní kříž (1908)
- Řád železné koruny III. třídy (1910)
- Služební odznak pro důstojníky II. třídy (1911)
- rytířský kříž Leopoldova řádu (1913)
- Řád železné koruny II. třídy s válečnou dekorací (1916)
- Vojenský záslužný kříž II. třídy s válečnou dekorací (1917)
- Řád železné koruny I. třídy s válečnou dekorací (1918)